# Bartłomiej Giżycki (ok. 1770–1827)
Bartłomiej Giżycki herbu Gozdawa (ur. ok. 1770, zm. 25 kwietnia 1827 w Mołoczkach) – generał Armii Imperium Rosyjskiego, marszałek szlachty wołyńskiej, kawaler maltański (w zakonie od 1810 roku), kawaler Honoru i Dewocji.
Syn Kajetana Giżyckiego.

## Życiorys
Szef szwadronu w bitwie pod Zieleńcami (1792). Piętnasty żołnierz odznaczony krzyżem kawalerskim Orderu Virtuti Militari (miał wchodzić w skład Kapituły Orderu). W 1814 został generałem wojsk rosyjskich. Marszałek szlachty guberni wołyńskiej (1825). Właściciel pałacu w Mołoczkach.

(...) Zacny Bartłomiej Giżycki, potém gubernator, nigdy masonem być nie chciał. Nie rozumował, nie badał, ale miał wstręt; instynktem prawéj polskiéj duszy, czuł w tém obrazę Boską, polskiemu narodowi, wierze Św. szkodliwą; był szczérym, katolickim, prawdziwym obywatelem. Przyłożył się najsilniej do usunięcia Komburleja, téj wielkiéj plagi Wołynia. (...)